# Спинюль
Спинюль (VII век)— святой из Вогезов. День памяти — 5 ноября.
Святой Спинюль (Spinule), или Спин (Saint-Spin) — легендарная фигура в предании Вогезов. Он вместе со своим покровителем Беггоном  (Beggon) основал бан или большой приход на пересечении со старинной Соляной дорогой.

## Святой Хидульф из Муайенмутье
Бенедиктинское предание из Муайенмутье тесно связывает имя святого Спинюля с жизнью его покровителя и основателя, святого Хидульфа. Подходя к этому преданию со стороны жития святого Дьё, согласно которому святой Хидульф оставался настоятелем на протяжении 28 лет, некоторые историки склонны полагать, что святой Спин был основателем бана Муайенмутье.

## Почитание
Святой Спинюль весьма почитаем в селении Сан-Блез, иначе называемом Бегонсель (Begoncelle), по-над местом слияния рек Мёрт и Рабодо (река), а также ниже по течению от Муайенмутье, ниже утёса Сен-Блез на севере. Община в Сан-Блез содержит приорат святого Креста, посвящённый святому Спинюлю и святителю Власию, священномученику Севастийскому.